# Kadua st-johnii
Kadua st-johnii ist eine Pflanzenart aus der Gattung Kadua in der Familie der Rötegewächse (Rubiaceae). Sie kommt endemisch auf Hawaii vor.

## Beschreibung

### Vegetative Merkmale
Kadua st-johnii ist eine ausdauernde, sukkulente Pflanze, dessen Stängel Längen von bis zu 0,3 Meter erreichen. Die an der Basis etwas verholzten Stängel haben einen viereckigen Querschnitt und sind längsgefurcht. Die Epidermis ist korkartig.
Die gegenständig angeordneten Laubblätter stehen büschelartig im unteren Teil der Stängel. Die einfache, fleischige Blattspreite ist bei einer Länge von 5,5 bis 15 Zentimetern sowie einer Breite von 2 bis 7,5 Zentimetern breit eiförmig bis breit elliptisch geformt. Die Oberseite der Blattspreite ist glänzend dunkelgrün während die Unterseite mehr oder weniger glauk ist. Die Blätter sind ganzrandig. Von jeder Seite des Blattmittelnerves zweigen mehrere Paare netzartig verzweigter Seitennerven ab. Die rund 0,3 bis 0,35 Zentimeter langen Nebenblätter sind breit dreieckig und haben eine etwa 0,15 Zentimeter lange Stachelspitze.

### Generative Merkmale
Die schmalen schirmrispenartigen Blütenstände stehen an einem etwa 7 bis 15 Zentimeter langen Blütenstandsschaft. Die Blütenstände enthalten mehrere gestielte Einzelblüten. Die Blütenstiele werden 0,5 bis 1,8 Zentimeter lang.
Die vierzähligen Blüten sind radiärsymmetrisch. Der Blütenbecher wird 0,05 bis 0,08 Zentimeter lang und hat einen mehr oder weniger quadratischen Querschnitt. Die Kelchblätter sind miteinander zu einer Kelchröhre verwachsen. Die blattartigen Kelchlappen sind bei einer Länge von etwa 0,3 bis 0,4 Zentimetern und einer Breite von ebenfalls rund 0,3 bis 0,4 Zentimetern breit eiförmig geformt. Die fleischigen, grünen Kronblätter sind krugförmig miteinander verwachsen. Die Kronröhre erreicht eine Länge von 0,5 bis 0,8 Zentimeter und hat einen annähernd quadratischen Querschnitt. Die vier Kronlappen erreichen Längen von rund 0,4 Zentimetern. Der vierfach gelappte Griffel ist im unteren Teil wollig behaart.
Die Kapselfrüchte sind bei einer Länge von rund 0,25 bis 0,3 Zentimeter und einer Dicke von etwa 0,7 bis 0,8 Zentimeter linsenförmig geformt. Das Endokarp ist schwach verholzt. Jede der Früchte enthält mehrere dunkelbraune bis fast schwarze Samen. Sie sind unregelmäßig geformt und die Samenschale ist gekörnt und mit Papillen besetzt.

## Vorkommen und Gefährdung
Das natürliche Verbreitungsgebiet von Kadua st-johnii liegt auf der zu Hawaii gehörenden Insel Kauaʻi.
Kadua st-johnii gedeiht in Höhenlagen von 3 bis 60 Metern. Die Art wächst in den Spalten von küstennahen Felswänden. An diesen Standorten wächst die Art vergesellschaftet mit Artemisia australis, Bidens forbesii, Capparis sandwichiana, Lipochaeta connata, Nototrichium sandwicense und Schiedea apokremnos.
Kadua st-johnii wird in der Roten Liste der IUCN als „vom Aussterben bedroht“ eingestuft. Als Hauptgefährdungsgründe werden die Verdrängung durch invasive Arten sowie die Lebensraumzerstörung durch eingeschleppte und verwilderte Tiere sowie Brände, Dürren und Erdrutsche genannt. Der Gesamtbestand, welcher fünf aus insgesamt etwa 45 Pflanzen bestehende Subpopulationen umfasst, wird als rückläufig angesehen.

## Taxonomie
Die Erstbeschreibung als Hedyotis st-johnii erfolgte 1958 durch Benjamin Clemens Stone und Irwin E. Lane in Pacific Science. Im Jahr 2005 überführten Warren L. Wagner und David H. Lorence die Art als Kadua st-johnii in Systematic Botany in die Gattung Kadua.